# Campeonato Mundial de Hockey sobre Hielo Masculino de 2022
El LXXXVI Campeonato Mundial de Hockey sobre Hielo Masculino se celebró en Helsinki y Tampere (Finlandia) entre el 13 y el 29 de mayo de 2022 bajo la organización de la Federación Internacional de Hockey sobre Hielo (IIHF) y la Federación Finlandesa de Hockey sobre Hielo.
Un total de dieciséis selecciones nacionales compitieron por el título mundial, cuyo anterior portador era el equipo de Canadá, vencedor del Mundial de 2021.
El equipo de Finlandia conquistó el título mundial al derrotar en la final a la selección de Canadá con un marcador de 4-3. En el partido por el tercer lugar el conjunto de la República Checa venció al de Estados Unidos.
Los equipos de Rusia y Bielorrusia fueron excluidos de este campeonato debido a la invasión rusa de Ucrania.

## Sedes
| Foto | Grupo          | Ciudad   | Instalación      | Capacidad |
| ---- | -------------- | -------- | ---------------- | --------- |
|      | A y fase final | Helsinki | Estadio de Hielo | 8200      |
|      | B y fase final | Tampere  | Nokia Arena      | 13 500    |

## Grupos
| Grupo A    | Grupo B         |
| ---------- | --------------- |
| Canadá     | Finlandia       |
| ROC        | Estados Unidos  |
| Alemania   | República Checa |
| Suiza      | Suecia          |
| Eslovaquia | Letonia         |
| Dinamarca  | Noruega         |
| Kazajistán | Bielorrusia     |
| Italia     | Reino Unido     |
| Francia    | Austria         |

## Primera fase
- Todos los partidos en la hora local de Finlandia (UTC+2).

Los primeros cuatro de cada grupo disputan los cuartos de final en la siguiente fase.

### Grupo A
| Equipo     | J | G | EG | EP | P | GF | GC | DG  | PTS |
| ---------- | - | - | -- | -- | - | -- | -- | --- | --- |
| Suiza      | 7 | 6 | 1  | 0  | 0 | 34 | 15 | +19 | 20  |
| Alemania   | 7 | 5 | 0  | 1  | 1 | 26 | 20 | +6  | 16  |
| Canadá     | 7 | 5 | 0  | 0  | 2 | 34 | 18 | +22 | 15  |
| Eslovaquia | 7 | 4 | 0  | 0  | 3 | 23 | 19 | +4  | 12  |
| Dinamarca  | 7 | 4 | 0  | 0  | 3 | 18 | 18 | 0   | 12  |
| Francia    | 7 | 1 | 1  | 0  | 5 | 11 | 24 | -13 | 5   |
| Kazajistán | 7 | 1 | 0  | 0  | 6 | 19 | 31 | -12 | 3   |
| Italia     | 7 | 0 | 0  | 1  | 6 | 12 | 32 | -20 | 1   |

- Resultados

| Fecha | Hora  | Partido¹   | Partido¹ | Partido¹   | Resultado |
| ----- | ----- | ---------- | -------- | ---------- | --------- |
| 13.05 | 16:20 | Francia    | -        | Eslovaquia | 2-4       |
| 13.05 | 20:20 | Alemania   | -        | Canadá     | 3-5       |
| 14.05 | 12:20 | Dinamarca  | -        | Kazajistán | 9-1       |
| 14.05 | 16:20 | Suiza      | -        | Italia     | 5-2       |
| 14.05 | 20:20 | Eslovaquia | -        | Alemania   | 1-2       |
| 15.05 | 12:20 | Italia     | -        | Canadá     | 1-6       |
| 15.05 | 16:20 | Francia    | -        | Kazajistán | 2-1       |
| 15.05 | 20:20 | Dinamarca  | -        | Suiza      | 0-6       |
| 16.05 | 16:20 | Eslovaquia | -        | Canadá     | 1-5       |
| 16.05 | 20:20 | Francia    | -        | Alemania   | 2-3       |
| 17.05 | 16:20 | Italia     | -        | Dinamarca  | 1-2       |
| 17.05 | 20:20 | Suiza      | -        | Kazajistán | 3-2       |
| 18.05 | 16:20 | Francia    | -        | Italia     | 2-1 TE    |
| 18.05 | 20:20 | Suiza      | -        | Eslovaquia | 5-3       |
| 19.05 | 16:20 | Alemania   | -        | Dinamarca  | 1-0       |
| 19.05 | 20:20 | Canadá     | -        | Kazajistán | 6-3       |
| 20.05 | 16:20 | Alemania   | -        | Italia     | 9-4       |
| 20.05 | 20:20 | Kazajistán | -        | Eslovaquia | 3-4       |
| 21.05 | 12:20 | Dinamarca  | -        | Francia    | 3-0       |
| 21.05 | 16:20 | Canadá     | -        | Suiza      | 3-6       |
| 21.05 | 20:20 | Italia     | -        | Eslovaquia | 1-3       |
| 22.05 | 16:20 | Kazajistán | -        | Alemania   | 4-5       |
| 22.05 | 20:20 | Suiza      | -        | Francia    | 5-2       |
| 23.05 | 16:20 | Kazajistán | -        | Italia     | 5-2       |
| 23.05 | 20:20 | Canadá     | -        | Dinamarca  | 2-3       |
| 24.05 | 12:20 | Alemania   | -        | Suiza      | 3-4       |
| 24.05 | 16:20 | Eslovaquia | -        | Dinamarca  | 7-1       |
| 24.05 | 20:20 | Canadá     | -        | Francia    | 7-1       |

- (¹) – Todos en Helsinki.

### Grupo B
| Equipo          | J | G | EG | EP | P | GF | GC | DG  | PTS |
| --------------- | - | - | -- | -- | - | -- | -- | --- | --- |
| Finlandia       | 7 | 6 | 0  | 1  | 0 | 25 | 5  | +20 | 19  |
| Suecia          | 7 | 5 | 1  | 1  | 0 | 27 | 10 | +17 | 18  |
| República Checa | 7 | 4 | 0  | 1  | 2 | 19 | 13 | +6  | 13  |
| Estados Unidos  | 7 | 3 | 2  | 0  | 2 | 18 | 12 | +6  | 13  |
| Letonia         | 7 | 2 | 1  | 0  | 4 | 14 | 20 | -6  | 8   |
| Austria         | 7 | 1 | 1  | 2  | 3 | 16 | 22 | -6  | 7   |
| Noruega         | 7 | 1 | 1  | 0  | 5 | 15 | 29 | -14 | 5   |
| Reino Unido     | 7 | 0 | 0  | 1  | 6 | 10 | 33 | -23 | 1   |

- Resultados

| Fecha | Hora  | Partido¹        | Partido¹ | Partido¹        | Resultado |
| ----- | ----- | --------------- | -------- | --------------- | --------- |
| 13.05 | 16:20 | Estados Unidos  | -        | Letonia         | 4-1       |
| 13.05 | 20:20 | Finlandia       | -        | Noruega         | 5-0       |
| 14.05 | 12:20 | Suecia          | -        | Austria         | 3-1       |
| 14.05 | 16:20 | República Checa | -        | Reino Unido     | 5-1       |
| 14.05 | 20:20 | Letonia         | -        | Finlandia       | 1-2       |
| 15.05 | 12:20 | Noruega         | -        | Reino Unido     | 4-3 TL    |
| 15.05 | 16:20 | Austria         | -        | Estados Unidos  | 2-3 TE    |
| 15.05 | 20:20 | República Checa | -        | Suecia          | 3-5       |
| 16.05 | 16:20 | Letonia         | -        | Noruega         | 3-2       |
| 16.05 | 20:20 | Finlandia       | -        | Estados Unidos  | 4-1       |
| 17.05 | 16:20 | República Checa | -        | Austria         | 1-2 TL    |
| 17.05 | 20:20 | Suecia          | -        | Reino Unido     | 6-0       |
| 18.05 | 16:20 | Noruega         | -        | Austria         | 5-3       |
| 18.05 | 20:20 | Finlandia       | -        | Suecia          | 2-3 TL    |
| 19.05 | 16:20 | Reino Unido     | -        | Estados Unidos  | 0-3       |
| 19.05 | 20:20 | República Checa | -        | Letonia         | 5-1       |
| 20.05 | 16:20 | Reino Unido     | -        | Finlandia       | 0-6       |
| 20.05 | 20:20 | Letonia         | -        | Austria         | 4-3 TL    |
| 21.05 | 12:20 | Estados Unidos  | -        | Suecia          | 3-2 TE    |
| 21.05 | 16:20 | Austria         | -        | Finlandia       | 0-3       |
| 21.05 | 20:20 | Noruega         | -        | República Checa | 1-4       |
| 22.05 | 16:20 | Reino Unido     | -        | Letonia         | 3-4       |
| 22.05 | 20:20 | Suecia          | -        | Noruega         | 7-1       |
| 23.05 | 16:20 | Estados Unidos  | -        | República Checa | 0-1       |
| 23.05 | 20:20 | Austria         | -        | Reino Unido     | 5-3       |
| 24.05 | 12:20 | Suecia          | -        | Letonia         | 1-0       |
| 24.05 | 16:20 | Estados Unidos  | -        | Noruega         | 4-2       |
| 24.05 | 20:20 | Finlandia       | -        | República Checa | 3-0       |

- (¹) – Todos en Tampere.

## Fase final
|  | Cuartos de final | Cuartos de final |                 |           | Semifinales | Semifinales |                 |              | Final          | Final      |  |
|  | 26 de mayo       | 26 de mayo       |                 |           | 28 de mayo  | 28 de mayo  |                 |              | 29 de mayo     | 29 de mayo |  |
|  |                  |                  |                 |           |             |             |                 |              |                |            |  |
|  |                  |                  |                 |           |             |             |                 |              |                |            |  |
|  | Finlandia        | 4                |                 |           |             |             |                 |              |                |            |  |
|  | Finlandia        | 4                |                 |           |             |             |                 |              |                |            |  |
|  | Eslovaquia       | 2                |                 |           |             |             |                 |              |                |            |  |
|  | Eslovaquia       | 2                |                 | Finlandia | 4           |             |                 |              |                |            |  |
|  |                  |                  |                 | Finlandia | 4           |             |                 |              |                |            |  |
|  |                  |                  | Estados Unidos  | 3         |             |             |                 |              |                |            |  |
|  | Suiza            | 0                | Estados Unidos  | 3         |             |             |                 |              |                |            |  |
|  | Suiza            | 0                |                 |           |             |             |                 |              |                |            |  |
|  | Estados Unidos   | 3                |                 |           |             |             |                 |              |                |            |  |
|  | Estados Unidos   | 3                |                 |           |             |             |                 | Finlandia    | 4              |            |  |
|  |                  |                  |                 |           |             |             |                 | Finlandia    | 4              |            |  |
|  |                  |                  | Canadá          | 3         |             |             |                 |              |                |            |  |
|  | Suecia           | 3                | Canadá          | 3         |             |             |                 |              |                |            |  |
|  | Suecia           | 3                |                 |           |             |             |                 |              |                |            |  |
|  | Canadá TE        | 4                |                 |           |             |             |                 |              |                |            |  |
|  | Canadá TE        | 4                |                 | Canadá    | 6           |             |                 | Tercer lugar | Tercer lugar   |            |  |
|  |                  |                  |                 | Canadá    | 6           |             |                 | Tercer lugar | Tercer lugar   |            |  |
|  |                  |                  | República Checa | 1         |             |             |                 |              |                |            |  |
|  | Alemania         | 1                | República Checa | 1         |             |             | República Checa | 8            |                |            |  |
|  | Alemania         | 1                |                 |           |             |             | República Checa | 8            |                |            |  |
|  | República Checa  | 4                |                 |           |             |             |                 |              | Estados Unidos | 4          |  |
|  | República Checa  | 4                |                 |           |             |             |                 |              | Estados Unidos | 4          |  |
|  |                  |                  |                 |           |             |             |                 |              |                |            |  |

### Cuartos de final
| Fecha | Hora  | Partido¹  | Partido¹ | Partido¹        | Resultado |
| ----- | ----- | --------- | -------- | --------------- | --------- |
| 26.05 | 16:20 | Alemania  | -        | República Checa | 1-4       |
| 26.05 | 16:20 | Suecia    | -        | Canadá          | 3-4 TE    |
| 26.05 | 20:20 | Suiza     | -        | Estados Unidos  | 0-3       |
| 26.05 | 20:20 | Finlandia | -        | Eslovaquia      | 4-2       |

- (¹) – El primero y tercero en Helsinki, los otros dos en Tampere.

### Semifinales
| Fecha | Hora   | Partido¹  | Partido¹ | Partido¹        | Resultado |
| ----- | ------ | --------- | -------- | --------------- | --------- |
| 28.05 | 14:20- | Finlandia | -        | Estados Unidos  | 4-3       |
| 28.05 | 18:20  | Canadá    | -        | República Checa | 6-1       |

- (¹) – Ambos en Tampere.

### Tercer puesto
| Fecha | Hora  | Partido¹        | Partido¹ | Partido¹       | Resultado |
| ----- | ----- | --------------- | -------- | -------------- | --------- |
| 29.05 | 15:20 | República Checa | -        | Estados Unidos | 8-4       |

- (¹) – En Tampere.

### Final
| Fecha | Hora  | Partido¹  | Partido¹ | Partido¹ | Resultado |
| ----- | ----- | --------- | -------- | -------- | --------- |
| 29.05 | 20:20 | Finlandia | -        | Canadá   | 4-3       |

- (¹) – En Tampere.

## Medallero
| Finlandia | Canadá | República Checa |
| Marko Anttila Joel Armia Hannes Björninen Valtteri Filppula Niklas Friman Mikael Granlund Teemu Hartikainen Miro Heiskanen Juuso Hietanen Jere Innala Juho Lammikko Mikko Lehtonen Esa Lindell Saku Mäenalanen Sakari Manninen Atte Ohtamaa Juho Olkinuora Harri Pesonen Ville Pokka Toni Rajala Jere Sallinen Harri Säteri Mikael Seppälä Frans Tuohimaa Sami Vatanen | Josh Anderson Mathew Barzal Drake Batherson Thomas Chabot Max Comtois Dylan Cozens Chris Driedger Pierre-Luc Dubois Morgan Geekie Ryan Graves Noah Gregor Nick Holden Kent Johnson Adam Lowry Dysin Mayo Dawson Mercer Eric O'Dell Nicolas Roy Travis Sanheim Damon Severson Cole Sillinger Logan Thompson Matthew Tomkins Zach Whitecloud | Matěj Blümel Jiří Černoch Roman Červenka Lukáš Dostál Jakub Flek Tomáš Hertl Filip Hronek David Jiříček Michal Jordán David Kämpf Michal Kempný David Krejčí Tomáš Kundrátek Marek Langhamer David Pastrňák Jan Ščotka Radim Šimek Dominik Simon David Sklenička Jiří Smejkal Michael Špaček Matěj Stránský Karel Vejmelka Jakub Vrána Hynek Zohorna |
| Jukka Jalonen (seleccionador) | Claude Julien (seleccionador) | Kari Jalonen (seleccionador) |

## Estadísticas

### Clasificación general
| 1. Finlandia       |
| 2. Canadá          |
| 3. República Checa |
| 4. Estados Unidos  |
| 5. Suiza           |
| 6. Suecia          |
| 7. Alemania        |
| 8. Eslovaquia      |
| 9. Dinamarca       |
| 10. Letonia        |
| 11. Austria        |
| 12. Francia        |
| 13. Noruega        |
| 14. Kazajistán     |
| 15. Italia         |
| 16. Reino Unido    |

- () – Equipos que descienden a la división I.

### Máximos anotadores
| Núm. | Nombre            | Selección       | Goles | Asistencias | Puntos | Partidos jugados |
| ---- | ----------------- | --------------- | ----- | ----------- | ------ | ---------------- |
| 1    | Roman Červenka    | República Checa | 5     | 12          | 17     | 10               |
| 2    | Drake Batherson   | Canadá          | 3     | 11          | 14     | 10               |
| 3    | Dylan Cozens      | Canadá          | 7     | 6           | 13     | 10               |
| 4    | Pierre-Luc Dubois | Canadá          | 7     | 6           | 13     | 10               |
| 5    | Denis Malgin      | Suiza           | 5     | 7           | 12     | 8                |
| 6    | David Krejčí      | República Checa | 3     | 9           | 12     | 10               |
| 7    | Mikko Lehtonen    | Finlandia       | 2     | 10          | 12     | 10               |
| 8    | Mikael Granlund   | Finlandia       | 5     | 6           | 11     | 9                |
| 9    | David Pastrňák    | República Checa | 7     | 3           | 10     | 7                |
| 10   | Sakari Manninen   | Finlandia       | 6     | 4           | 10     | 10               |

Fuente: 

### Mejores porteros
| Núm. | Nombre                | Equipo    | Paradas | Tiros | %       | Partidos jugados |
| ---- | --------------------- | --------- | ------- | ----- | ------- | ---------------- |
| 1    | Artūrs Šilovs         | Letonia   | 80      | 84    | 95,24 % | 7                |
| 2    | Juho Olkinuora        | Finlandia | 165     | 174   | 94,83 % | 10               |
| 3    | Magnus Hellberg       | Suecia    | 82      | 88    | 93,18 % | 8                |
| 4    | Henri-Corentin Buysse | Francia   | 95      | 102   | 93,14 % | 4                |
| 5    | Chris Driedger        | Canadá    | 107     | 117   | 91,45 % | 10               |

Fuente: 

### Equipo ideal
- Mejor jugador del campeonato —MVP—: Juho Olkinuora ( Finlandia).

| Posición | Nombre            | País            |
| -------- | ----------------- | --------------- |
| Portero  | Juho Olkinuora    | Finlandia       |
| Defensor | Mikko Lehtonen    | Finlandia       |
| Defensor | Seth Jones        | Estados Unidos  |
| Atacante | Roman Červenka    | República Checa |
| Atacante | Pierre-Luc Dubois | Canadá          |
| Atacante | Sakari Manninen   | Finlandia       |

Fuente: 